# Tramontana
Tramontana (z łac. transmontanus = 'mieszkający za górami’).
Jest to chłodny wiatr północny lub północno-wschodni, wiejący na zachodnim wybrzeżu Włoch i Korsyki. Powstaje w sytuacji, gdy nad Morzem Adriatyckim panuje niskie ciśnienie, a nad zachodnią częścią Morza Śródziemnego lub w Alpach – wysokie.
Jest to także wiatr północno-zachodni w południowej części Francji oraz w północnej Katalonii. Wieje wzdłuż Pirenejów i południowo-wschodniej części Masywu Centralnego. Często (mylnie) nazywany jest mistralem, jednak jest wywołany podobnymi czynnikami i ma zbliżoną charakterystykę.